# Medalha Béla Szőkefalvi-Nagy
A Medalha Béla Szőkefalvi-Nagy é concedida desde o ano 2000 pelo Instituto Bolyai da Universidade de Szeged, em memória de Béla Szőkefalvi-Nagy, por trabalhos de destaque publicados na Acta Scientiarum Mathematicarum. Szőkefalvi-Nagy foi de 1946 a 1981 editor-chefe da Acta Scientiarum Mathematicarum. Sua filha Erzsébet Szőkefalvi-Nagy financiou a medalha em 1999.
A medalha é de prata, com diâmetro de 42,5 mm. De um lado tem um retrato de Béla Szőkefalvi-Nagy e no outro lado o nome do recipiente ladeado por Acta Scientiarum Mathematicarum.

## Recipientes
- 2000 Ciprian Foias
- 2001 Karoly Tandori
- 2002 László Leindler
- 2003 George Grätzer
- 2004 Ferenc Móricz
- 2005 Tsuyoshi Ando
- 2006 Béla Csákány
- 2007 Hari Bercovici
- 2008 E. Tamas Schmidt
- 2009 Heinz Langer
- 2010 Pierre Antoine Grillet
- 2011 László Zsidó
- 2012 László Kérchy
- 2013 Vladimir Müller
- 2014 Zoltán Sebestyén
- 2015 Pei Yuan Wu
- 2016 Gábor Czédli
- 2017 László Lovász
- 2018 Peter Šemrl
- 2019 László Hatvani